# 克里斯汀·范奈丝
克里斯汀·西蒙尼·范奈丝（英語：Kirsten Simone Vangsness，1972年7月7日—）是一位美国女演员。在哥伦比亚广播公司电视剧集《犯罪心理》中饰演FBI技术分析师Penelope Garcia。同时也在《犯罪心理：嫌犯动机》饰演相同角色。

## 早年生活
1972年7月7日范奈丝出生于加利福尼亚州帕萨迪纳，她的祖先是挪威人，血统来自Gol，卑爾根和奥斯陆。她在波特维尔长大，后来搬到喜瑞都。1990年她毕业于喜瑞都高中，随后进入赛普里斯学院就读。然后毕业于加州州立大学富勒顿分校。

## 职业生涯
她曾获得多个奖项，包括洛杉矶戏剧评论家奖最佳新兴漫画女主角和金贝蒂奖。她还是一位作家，她的作品已刊登在《洛杉磯時報》上。

## 个人生活
范奈丝将自己描述为一个酷兒。她的未婚妻是电影剪辑师Melanie Goldstein。她们自2006年开始约会。Goldstein的作品包括电视剧。她们打算2013年结婚。